# Gira atlantska
Gira atlantska  (lat. Centracanthus cirrus) riba je koju nalazimo na srednjem i južnom dijelu Jadrana. Po obliku tijela vrlo je slična bukvi od koje se na prvi pogled najviše razlikuje bojom koja ja u nijansama između narančaste, crvene i roze. Prema donjem dijelu tijela boja joj prelazi u sivkastu. Dakle, tijelo joj je duguljasto, oblo, oblika torpeda, s blago zaobljenom glavom i relativno velikom repnom perajom, u odnosu na tijelo. Karakteristika svih riba girovki (Centracanthidae) usta su koja se slažu poput harmonike, a ona obilježavaju i ovu vrstu. Prilikom lova i hranjenja, usta se izdužuju i do dva centimetra i tako omogućuju ribi da smanji udaljenost do plijena. Naraste do 34 cm duljine, a živi na dubinama do 450 m, iznad kamenitog dna, ponekad i šljunčanog ili obraslog travom. 

## Rasprostranjenost
Atlanska gira, kako joj samo ime govori je stanovnik istočnog dijela Atlantika, od Portugala do Maroka (postoje naznake da je zamiječena i južnije, oko obala Mauritanije), te oko otoka Madeire, Kanara i Azora. Osim na Atlantiku, prisutna je i u Mediteranu.

## Vanjske poveznice
|  | Zajednički poslužitelj ima još gradiva o temi Gira atlantska |
|  | Wikivrste imaju podatke o taksonu Gira atlantska             |